# Lijst van voetbalinterlands Honduras - Trinidad en Tobago
Deze lijst van voetbalinterlands is een overzicht van alle officiële voetbalwedstrijden tussen de nationale teams van Honduras en Trinidad en Tobago. De landen speelden tot op heden 21 keer tegen elkaar. De eerste ontmoeting, een wedstrijd tijdens het CONCACAF-kampioenschap 1967, werd gespeeld in Tegucigalpa op 5 maart 1967. Het laatste duel, een groepswedstrijd tijdens de CONCACAF Nations League 2024/25, vond plaats op 6 september 2024 in de Hondurese hoofdstad.

## Wedstrijden
| №  | Plaats         | Datum            | Competitie                          | Wedstrijd                     | Uitslag |
| -- | -------------- | ---------------- | ----------------------------------- | ----------------------------- | ------- |
| 1  | Tegucigalpa    | 5 maart 1967     | CONCACAF-kampioenschap 1967         | Honduras – Trinidad en Tobago | 1 – 0   |
| 2  | Port of Spain  | 1 december 1971  | CONCACAF-kampioenschap 1971         | Trinidad en Tobago – Honduras | 1 – 1   |
| 3  | Port-au-Prince | 29 november 1973 | WK 1974 kwalificatie                | Honduras – Trinidad en Tobago | 2 – 1   |
| 4  | Port of Spain  | 30 oktober 1988  | WK 1990 kwalificatie                | Trinidad en Tobago – Honduras | 0 – 0   |
| 5  | Tegucigalpa    | 13 november 1988 | WK 1990 kwalificatie                | Honduras – Trinidad en Tobago | 1 – 1   |
| 6  | Tegucigalpa    | 28 juli 1996     | Vriendschappelijk                   | Honduras – Trinidad en Tobago | 0 – 0   |
| 7  | Oakland        | 1 februari 1998  | CONCACAF Gold Cup 1998              | Honduras – Trinidad en Tobago | 1 – 3   |
| 8  | Tegucigalpa    | 17 november 1999 | Vriendschappelijk                   | Honduras – Trinidad en Tobago | 3 – 2   |
| 9  | Port of Spain  | 16 juni 2001     | WK 2002 kwalificatie                | Trinidad en Tobago – Honduras | 2 – 4   |
| 10 | San Pedro Sula | 7 oktober 2001   | WK 2002 kwalificatie                | Honduras – Trinidad en Tobago | 0 – 1   |
| 11 | Fort-de-France | 25 april 2003    | CONCACAF Gold Cup 2003 kwalificatie | Trinidad en Tobago – Honduras | 0 – 2   |
| 12 | Miami          | 6 juli 2005      | CONCACAF Gold Cup 2005              | Trinidad en Tobago – Honduras | 1 – 1   |
| 13 | San Pedro Sula | 2 juni 2007      | Vriendschappelijk                   | Honduras – Trinidad en Tobago | 3 – 1   |
| 14 | Port of Spain  | 28 maart 2009    | WK 2010 kwalificatie                | Trinidad en Tobago – Honduras | 1 – 1   |
| 15 | San Pedro Sula | 5 september 2009 | WK 2010 kwalificatie                | Honduras – Trinidad en Tobago | 4 – 1   |
| 16 | Houston        | 15 juli 2013     | CONCACAF Gold Cup 2013              | Honduras − Trinidad en Tobago | 0 − 2   |
| 17 | San Pedro Sula | 15 november 2016 | WK 2018 kwalificatie                | Honduras − Trinidad en Tobago | 3 − 1   |
| 18 | Couva          | 1 september 2017 | WK 2018 kwalificatie                | Trinidad en Tobago − Honduras | 1 − 2   |
| 19 | Port of Spain  | 10 oktober 2019  | CONCACAF Nations League 2019/20     | Trinidad en Tobago − Honduras | 0 − 2   |
| 20 | San Pedro Sula | 17 november 2019 | CONCACAF Nations League 2019/20     | Honduras − Trinidad en Tobago | 4 − 0   |
| 21 | Tegucigalpa    | 6 september 2024 | CONCACAF Nations League 2024/25     | Honduras − Trinidad en Tobago | 4 − 0   |

## Samenvatting
| Competitie                     | Totaal gespeeld | Winst Honduras | Gelijk | Winst Trinidad en T. | Doelsaldo Honduras – Trinidad en T. |
| ------------------------------ | --------------- | -------------- | ------ | -------------------- | ----------------------------------- |
| WK-kwalificatie                | 9               | 5              | 3      | 1                    | 17 − 9                              |
| CONCACAF Gold Cup              | 5               | 1              | 2      | 2                    | 4 − 7                               |
| CONCACAF Gold Cup-kwalificatie | 1               | 1              | 0      | 0                    | 2 − 0                               |
| CONCACAF Nations League        | 3               | 3              | 0      | 0                    | 10 − 0                              |
| Vriendschappelijk              | 3               | 2              | 1      | 0                    | 6 − 3                               |
| Totaal                         | 21              | 12             | 6      | 3                    | 39 − 19                             |

## Details

### Achtste ontmoeting
| Vriendschappelijk (Tegucigalpa, Honduras, 17 november 1999): |              | |
| Honduras | 3 – 2        | Trinidad en Tobago |
| Wilmer Velásquez 39' Reynaldo Clavasquín 83' (pen.) Helser Phillips 86'                                                                                                 | goals        | 72' Stern John 89' Gary Glasgow |
| | bondscoach   | Bertille St Clair |
| Wilmer Cruz Reynaldo Clavasquín Leonardo Morales Samuel Caballero Ricky García Julio Suazo Oscar Lagos Amado Guevara Francis Reyes Juan Manuel Cárcamo Wilmer Velásquez | opstellingen | ??' Shaka Hislop Derek King Marvin Andrews ??' Anthony Rougier Shurland David ??' Clint Marcelle Lindon Andrews ??' Arnold Dwarika Ansel Elcock Jerren Nixon Stern John |
| Danilo Turcios ??' Hesler Philips ??' Francisco Pavón ??' Julio César de León ??'                                                                                       | wissels      | ??' Kelvin Jack ??' Travis Mulraine ??' Gary Glasgow ??' Mickey Trotman                                                                                                 |

Hondurese voetbalbond · A-internationals · Selecties · Bondscoaches · Hondurees vrouwenelftal · Olympisch elftal · Honduras U21 · Honduras U19 · Honduras U17
1920 – 1959 ·
1960 – 1969 ·
1970 – 1979 ·
1980 – 1989 ·
1990 – 1999 ·
2000 – 2009 ·
2010 – 2019 ·
2020 − 2029
CGC 2021
CA 2001
WK 1982 · 
WK 2010 · 
WK 2014
OS 2000 · 
OS 2008 · 
OS 2012 ·
OS 2016 ·
OS 2020
1921 · 
1922–1929 · 
1930 · 
1931–1934 · 
1935 · 
1936–1945 · 
1946 · 
1947–1949 · 
1950 · 
1951–1952 · 
1953 · 
1954 · 
1955 · 
1956 · 
1957 · 
1958–1959 · 
1960 · 
1961 · 
1962 · 
1963 · 
1964 · 
1965 · 
1966 · 
1967 · 
1968 · 
1969 · 
1970 · 
1971 · 
1972 · 
1973 · 
1974 · 
1975 · 
1976 · 
1977 · 
1978 · 
1979 · 
1980 · 
1981 · 
1982 · 
1983 · 
1984 · 
1985 · 
1986 · 
1987 · 
1988 · 
1989–1990 · 
1991 · 
1992 · 
1993 · 
1994 · 
1995 · 
1996 · 
1997 · 
1998 · 
1999 · 
2000 · 
2001 · 
2002 · 
2003 · 
2004 · 
2005 · 
2006 · 
2007 · 
2008 · 
2009 · 
2010 · 
2011 · 
2012 · 
2013 · 
2014 · 
2015 · 
2016 ·
2017 ·
2018 ·
2019 ·
2020 ·
2021 ·
2022 ·
2023 ·
2024
Argentinië ·
Australië ·
Azerbeidzjan ·
Belize ·
Bermuda ·
Bolivia ·
Brazilië ·
Canada ·
Chili ·
China ·
Colombia ·
Costa Rica ·
Cuba ·
Curaçao ·
Denemarken ·
Ecuador ·
El Salvador ·
Engeland ·
Finland ·
Frankrijk ·
Grenada ·
Griekenland ·
Guatemala ·
Haïti ·
IJsland ·
Israël ·
Jamaica ·
Japan ·
Joegoslavië ·
Letland · 
Mexico ·
Nederlandse Antillen ·
Nicaragua ·
Nieuw-Zeeland ·
Noord-Ierland · 
Noorwegen ·
Panama ·
Paraguay ·
Peru ·
Puerto Rico ·
Qatar ·
Roemenië ·
Saint Vincent en de Grenadines ·
Saoedi-Arabië ·
Servië ·
Slovenië ·
Spanje ·
Suriname ·
Trinidad en Tobago ·
Turkije ·
Uruguay ·
Venezuela ·
Verenigde Arabische Emiraten ·
Verenigde Staten ·
Wit-Rusland ·
Zambia ·
Zuid-Afrika ·
Zuid-Korea ·
Zwitserland
Chili (2010) ·
Ecuador (2014) ·
Frankrijk (2014) ·
Spanje (2010) ·
Zwitserland (2010) · 
Zwitserland (2014)
TTFF · A-internationals · Bondscoaches · Selecties · Statistieken · Olympisch elftal · Vrouwenelftal van Trinidad en Tobago · Trinidad U21 · Trinidad U19 · Trinidad U17
Gold Cup 1991 · 
Gold Cup 1993 · 
Gold Cup 1996 · 
Gold Cup 1998 · 
Gold Cup 2000 · 
Gold Cup 2002 · 
Gold Cup 2005 · 
Gold Cup 2007 · 
Gold Cup 2009 · 
Gold Cup 2011 · 
Gold Cup 2013
WK 2006
1934 · 
1935 · 
1936 · 
1937 · 
1938 · 
1939 · 
1940 · 
1941 · 
1942 · 
1943 · 
1944 · 
1945 · 
1946 · 
1947 · 
1948 · 
1949 · 
1950 · 
1951 · 
1952 · 
1953 · 
1954 · 
1955 · 
1956 · 
1957 · 
1958 · 
1959 · 
1960 · 
1961 · 
1962 · 
1963 · 
1964 · 
1965 · 
1966 · 
1967 · 
1968 · 
1969 · 
1970 · 
1971 · 
1972 · 
1973 · 
1974 · 
1975 · 
1976 · 
1977 · 
1978 · 
1979 · 
1980 · 
1981 · 
1982 · 
1983 · 
1984 · 
1985 · 
1986 · 
1987 · 
1988 · 
1989 · 
1990 · 
1991 · 
1992 · 
1993 · 
1994 · 
1995 · 
1996 · 
1997 · 
1998 · 
1999 · 
2000 · 
2001 · 
2002 · 
2003 · 
2004 · 
2005 · 
2006 · 
2007 · 
2008 · 
2009 · 
2010 · 
2011 · 
2012 · 
2013 · 
2014 ·
2015 ·
2016 ·
2017 ·
2018 ·
2019 ·
2020 ·
2021 ·
2022
Anguilla · 
Antigua en Barbuda ·
Argentinië ·
Azerbeidzjan · 
Bahama's ·
Bahrein · 
Barbados · 
Belize · 
Bermuda · 
Bolivia ·
Botswana · 
Britse Maagdeneilanden · 
Canada · 
Chili · 
China · 
Colombia · 
Costa Rica · 
Cuba · 
Curaçao · 
Dominicaanse Republiek ·
Ecuador ·
Egypte ·
El Salvador ·
Engeland ·
Estland ·
Finland ·
Grenada ·
Guatemala ·
Guyana ·
Haïti ·
Honduras ·
Ierland ·
IJsland ·
India ·
Irak ·
Iran ·
Jamaica ·
Japan ·
Jordanië ·
Kaaimaneilanden · 
Kenia · 
Koeweit ·
Marokko ·
Mexico ·
Montserrat ·
Nederlandse Antillen ·
Nicaragua ·
Nieuw-Zeeland ·
Noord-Ierland ·
Noorwegen · 
Oostenrijk · 
Panama ·
Paraguay ·
Peru ·
Puerto Rico ·
Roemenië ·
Saint Kitts en Nevis ·
Saint Lucia ·
Saint Vincent en de Grenadines ·
Saoedi-Arabië · 
Schotland ·
Slovenië ·
Suriname ·
Tadzjikistan ·
Taiwan ·
Thailand ·
Tsjechië · 
Uruguay · 
Venezuela · 
Verenigde Arabische Emiraten ·
Verenigde Staten ·
Wales · 
Zuid-Afrika ·
Zuid-Korea ·
Zweden
Engeland (2006) · 
Paraguay (2006) · 
Zweden (2006)